# Бросалов, Александр Никанорович
Александр Никанорович Бросалов (1912—1995) — старшина Советской Армии, участник Великой Отечественной войны, Герой Советского Союза (1945).

## Биография
Александр Бросалов родился 22 августа 1912 года в селе Анненское (ныне — Торжокский район Тверской области) в крестьянской семье. После окончания средней школы и педагогического училища в Торжке работал заведующим Иванчевской начальной школы того же района. В 1939 году был призван на службу в Рабоче-крестьянскую Красную Армию. С июня 1941 года — на фронтах Великой Отечественной войны в составе артиллерийских подразделений. Во время боёв дважды был ранен. В 1944 году Бросалов вступил в ВКП(б). К январю 1945 года старший сержант Александр Бросалов командовал орудием 436-го артиллерийского полка 112-й стрелковой дивизии 6-й армии 1-го Украинского фронта. Отличился во время форсирования Одера и освобождения Польши.
В январе 1945 года наступающая 112-я стрелковая дивизия была атакована крупными танковыми силами противника. Во время боёв расчёт Бросалова уничтожил два танка, несколько миномётов и пулемётов. 26 января 1945 года во время форсирования Одера в районе города Штейнау (ныне — Сьцинава) Бросалов переправился на плацдарм на западном берегу реки. Когда утром плацдарм был контратакован 18 вражеских танками, артиллеристы оказали им ожесточённое сопротивление, уничтожив 7 танков и заставив остальные отступить. В том бою батарея Бросалова понесла тяжёлые потери. Будучи старшим, Бросалов сумел вывести остатки батареи на фланг огневой позиции. В последующие дни расчёт Бросалова продолжал отбивать контратаки немецких войск. Так, только за 29 января им было уничтожено 4 средних танка, 2 БТР, несколько пулемётов. В марте 1945 года Бросалов принимал участие в осаде Бреслау (ныне — Вроцлав). 18 апреля его расчёт уничтожил 4 пулемёта, 2 орудия, 1 БТР и большое количество вражеских солдат и офицеров.
Указом Президиума Верховного Совета СССР от 27 июня 1945 года за «мужество и героизм, проявленные при форсировании Одера и удержании плацдарма на его западном берегу» старший сержант Александр Бросалов был удостоен высокого звания Героя Советского Союза с вручением ордена Ленина и медали «Золотая Звезда» за номером 8014.
В 1946 году в звании старшины Бросалов был демобилизован. Проживал и работал в Калинине (ныне — Тверь). Скончался 22 января 1995 года, похоронен на Дмитрово-Черкасском кладбище Твери.
Был также награждён орденами Красного Знамени, Отечественной войны 1-й и 2-й степеней, Красной Звезды, Славы 3-й степени, а также рядом медалей.